# Iris Hanika
Iris Hanika (* 18. Oktober 1962 in Würzburg) ist eine deutsche Schriftstellerin.

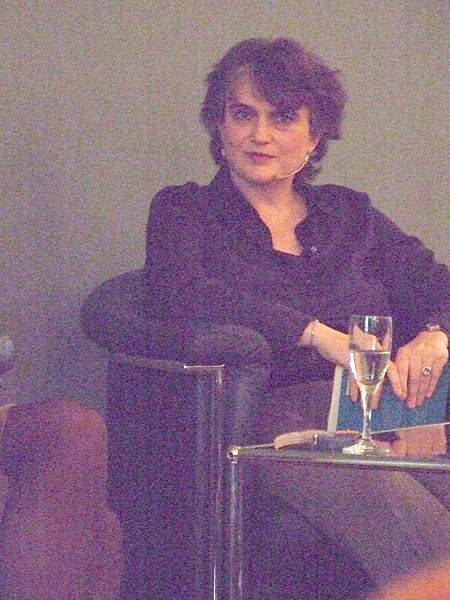
Iris Hanika (2008)

## Leben
Iris Hanika wuchs in Bad Königshofen im Grabfeld auf. In Berlin, wo sie seit 1979 lebt, studierte sie in den 1980er Jahren Allgemeine und Vergleichende Literaturwissenschaft an der Freien Universität. Nach Abschluss des Studiums im Sommer 1989 schrieb sie ihr erstes Buch. 1991 begann sie bei Edith Seifert eine lacanianische Psychoanalyse, die sie Ende 1997 abschloss.
In den 1990er Jahren arbeitete Iris Hanika gelegentlich journalistisch für Zeitschriften (zum Beispiel du, Der Alltag) und Zeitungen (taz, Frankfurter Rundschau).
Ab 1998 rezensierte sie politische Bücher für die Frankfurter Allgemeine Zeitung. Von September 1999 bis Juni 2002, für die gesamte Dauer ihres Bestehens, war sie feste freie Mitarbeiterin der Berliner Seiten der F.A.Z.
Von Juni 2000 bis August 2008 führte Iris Hanika eine Chronik in der Zeitschrift Merkur. Sie ist eine entschiedene Gegnerin der Rechtschreibreform von 1996 und veröffentlicht ihre Bücher nach wie vor in alter Rechtschreibung.

## Werk

### Katharina oder Die Existenzverpflichtung. Erzählung(1992)
Die Erzählung „Katharina oder Die Existenzverpflichtung“, Iris Hanikas erste Buchveröffentlichung, erschien im Jahr 1992 bei Fannei & Walz in Berlin. Sie ist in drei Abteilungen gegliedert. Es wird weniger eine Geschichte erzählt, sondern vielmehr ein Zustand geschildert, nämlich der, in dem sich die in den 1980er Jahren in Berlin-Neukölln lebende Studentin Katharina Kermer befindet.

### Das Loch im Brot. Chronik(2003)
Dieses Buch besteht aus vielen kleinen, jeweils datierten Texten, die einerseits Alltagsbeobachtungen, andererseits aber auch Stimmungen und persönliche Erlebnisse wiedergeben. Diese Texte waren bereits zuvor in Iris Hanikas Chronik im „Merkur“ erschienen. Einige Essays, etwa über Aldi oder über einsame Frauen, ergänzen den Band, den der Rezensent der „Zeit“ „ein unverzichtbares Brevier der Forty-Somethings“ nannte.

### Musik für Flughäfen. Kurze Texte(2005)
In diesem Buch öffnet Iris Hanika die Alltagsbeobachtung zum Fiktiven hin, doch besteht das zentrale Stück des Bandes aus zwanzig Texten über das Liebesleben in der heutigen Zeit. Der schonungsloseste Text jedoch handelt von einem Palästinenser, der im libanesischen Bürgerkrieg Soldat war und inzwischen als geduldeter Ausländer in Berlin lebt.

### Die Wette auf das Unbewußte oder Was Sie schon immer über Psychoanalyse wissen wollten(2006)
Dieses Buch hat Iris Hanika zusammen mit Edith Seifert, ihrer einstigen Analytikerin, geschrieben. Die Bedenken, die eine solche Zusammenarbeit hervorrufen könnte, sucht sie in ihrer Einleitung zu zerstreuen. Edith Seiferts Texte in diesem Band beschäftigen sich mit der Theorie der Psychoanalyse, immer mit Lacan gelesen. Allerdings schildert Edith Seifert auch, wie sie selbst zur Psychoanalyse kam, und liefert damit eine Geschichte der Sigmund-Freud-Schule, die sich in Berlin in den 1980er Jahren vor allem mit dem Werk Jacques Lacans befasste, das von dort aus dem deutschen Publikum nahegebracht wurde.
Der Band enthält ein Kapitel, in dem allgemeine Fragen zur Psychoanalyse konkret beantwortet werden, und schließt ab mit Iris Hanikas ausführlicher Schilderung ihrer Psychoanalyse, das heißt, deren Auslösern und ihrer Wirkung.
Im Frühjahr 2018 erschien eine überarbeitete und ergänzte Neuausgabe im Verlag Turia + Kant.

### Treffen sich zwei. Roman(2008)
Liebes- und Heimatroman zugleich, handelt Iris Hanikas erster Roman von der Liebe – eher der Lust auf den ersten Blick zweier über vierzig Jahre alter Personen. Ort der Handlung ist der ehemals als SO 36 bekannte Teil des Berliner Stadtteils Kreuzberg.
Die Handlung ist mit dem Titel des Romans schon ausreichend gekennzeichnet, auch wenn die erzählte Zeit etwa einen Monat umfasst. Es geht vor allem darum, wie eine solche glückliche Begegnung in ein dauerhaftes Verhältnis überführt werden kann. Obwohl diese Begegnung allein dem geschlechtlichen Begehren geschuldet ist, enthält der Roman keine „Stellen“, das heißt, sexuelle Handlungen werden nicht konkret geschildert, sondern nur ihre Auswirkungen auf die daran Beteiligten.
Der Roman wechselt oft die Form; in das literarische Erzählen eingebettet sind Zeitungsbericht, Drama, Rede, wissenschaftliche Darstellung. Auffallend sind die vielen, jeweils durch Kursivierung kenntlich gemachten Zitate aus Liedern populärer Musik (Jazz, Pop, Rock, Schlager), aber auch aus verschiedenen Werken Heinrich von Kleists.
Der Roman wurde in seinem Erscheinungsjahr für den Deutschen Buchpreis nominiert (Shortlist). 2015 erschien die Verfilmung Treffen sich zwei.

### Das Eigentliche. Roman(2010)
Dieser Roman handelt vom heutigen Umgang der Deutschen mit ihrer Nazivergangenheit. Sein Thema ist die Hilflosigkeit angesichts der seinerzeit geschehenen Verbrechen.
Die Hauptfigur des Romans, Hans Frambach, ist Archivar im Institut für Vergangenheitsbewirtschaftung. Für ihn ist sein Unglück das Eigentliche. Ihm beigesellt ist seine beste Freundin Graziela Schönbluhm, die sein Leiden an der Nazivergangenheit lange teilte, nun aber das Verhältnis zu ihrem Liebhaber für das Eigentliche hält. Für den Staat aber ist das zu seiner immerwährenden Aufgabe erklärte Gedenken an die Naziverbrechen das Eigentliche.
Wie in ihrem ersten Roman, wechselt Hanika auch in „Das Eigentliche“ immer wieder die Form, um so alle Aspekte des persönlichen wie des professionalisierten Gedenkens auszuleuchten.
Der Roman wurde von Abigail Wender ins Englische übersetzt und erschien 2021 unter dem Titel The Bureau of Past Management bei V&Q Books.

### Tanzen auf Beton. Weiterer Bericht von der unendlichen Analyse(2012)
„Roman von der unendlichen Analyse, der Lebensroman. Zugleich Essay, Bericht, Feuilleton und Chronik“, nennt Iris Hanika dieses Buch auf ihrer Website. Der Kern dieses sehr heterogenen Buches ist die Bewältigung einer bizarren Liebesgeschichte mit Hilfe der psychoanalytischen Methode, erzählt von einer namenlos bleibenden Frau in der Ich-Form. Neben den diese Liebesgeschichte betreffenden Passagen gibt es essayistische über Musik (darunter einen Essay über Heavy Metal), Sprache und die Unerträglichkeit der Gegenwart.
Dieses Buch ist das erste literarische von Iris Hanika, das in Kapitel eingeteilt ist. Das letzte Kapitel ist eine Chronik, eine Rückkehr zu der bereits in „Das Loch im Brot“ erprobten Form.

### Wie der Müll geordnet wird. Roman(2015)
Die drei Teile dieses Romans sind überschrieben „Durcheinander (Gegenwart)“, „Anmerkung (Vergangenheit)“, „Ende (Zukunft)“. Vor allem der erste Teil ist kompliziert konstruiert, es tritt dort eine männliche Figur, Antonius, auf, die nur noch sinnlose Dinge tun will, sowie eine weibliche Figur, Renate, die gerne verschwinden würde. Im zweiten, vergleichsweise konventionell erzählten Teil des Buches, ist Antonius nur eine Nebenfigur. Dieser Teil erinnert an eine Campus novel, denn er findet zum Teil im akademischen Milieu statt, und ein verschwundenes Werk des Barockdichters Johann Christian Hallmann spielt eine zentrale Rolle.

### Echos Kammern. Roman(2020)
Der erste Teil dieses Romans spielt in New York, der zweite in Berlin. Die Handlung ist in der Gegenwart angesiedelt, die Gentrifizierung beider Städte daher stets präsent. Der von Ovid in seinen Metamorphosen erzählte Mythos von Narziss taucht in einer feministisch aktualisierten Rolle auf, wobei die Nymphe Echo im Vordergrund steht – daher der Titel des Romans. Der New Yorker Teil des Romans ist streckenweise in einer Kunstsprache erzählt. Die Handlung des Romans lässt sich nur schwer nacherzählen.
Das Werk wurde 2020 in Karlsruhe mit dem Hermann-Hesse-Literaturpreis und 2021 mit dem Preis der Leipziger Buchmesse in der Kategorie Belletristik ausgezeichnet.

## Herausgeberschaft

### Berlin im Licht. 24 Stunden Webcam(2003)
Dieses zusammen mit Stefanie Flamm herausgegebene Buch basiert auf der täglichen Kolumne „Webcam“ der Berliner Seiten der Frankfurter Allgemeinen Zeitung. Über den kurzen Texten steht jeweils die genaue Uhrzeit der geschilderten Beobachtung, und im Buch wurden die Texte nicht nach der Chronologie ihres Erscheinens, sondern nach diesen Zeitangaben geordnet. So wird ein fiktiver Tag in Berlin geschildert. Das Buch hat über fünfzig Autoren und ist als eine Art Kollektivroman zu betrachten.

## Auszeichnungen
- 2006: Hans-Fallada-Preis der Stadt Neumünster
- 2008: Treffen sich zwei auf der Shortlist für den Deutschen Buchpreis
- 2010: Literaturpreis der Europäischen Union für Das Eigentliche
- 2011: Preis der LiteraTour Nord für Das Eigentliche
- 2017/18: Rom-Preis – Aufenthalt in der Deutschen Akademie Rom Villa Massimo
- 2020: Hermann-Hesse-Literaturpreis für Echos Kammern
- 2021: Poetikdozentur der Universität zu Köln
- 2021: Preis der Leipziger Buchmesse (Kategorie: Belletristik) für Echos Kammern